# Lasiosticha
Lasiosticha is een geslacht van vlinders van de familie snuitmotten (Pyralidae), uit de onderfamilie Phycitinae.

## Soorten
- L. canilinea (Meyrick, 1879)
- L. glaisi Lucas, 1937
- L. microcosma Lower, 1893